# Obzor (Zagreb, 1871.)
Obzor je bio hrvatski dnevnik iz Zagreba. Ove novine su počele izlaziti 1871., a prestale su izlaziti 1881. godine. Nastavak su sisačkog dnevnog lista Branika.
Bio je tiskan kod Lavoslava Hartmana.
Uređivali su ga M. Maravić, Mirko Hadvig, Josip Miškatović i Klement Božić.
List je nastavio izlaziti u Zagrebu od 1871. kao Pozor.
Zbog političkih pritisaka između 1860. i 1886. i za vlasti bana Levina Raucha list je nekoliko puta mijenjao ime, varirajući u imenu Pozor i Obzor, a od 1. siječnja 1886. stalno izlazi pod ovim imenom sve do početka Drugog svjetskog rata.